# Vinzenz Kraus

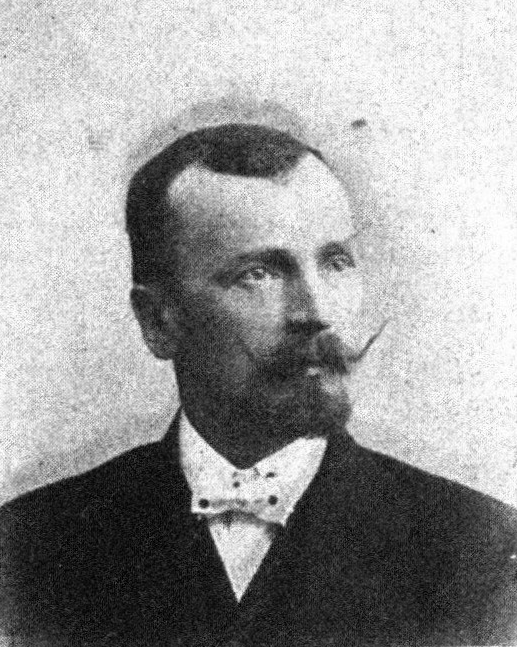
Vinzenz Kraus (vor 1908)

Vinzenz Kraus (* 19. Oktober 1865 in Gabel, Kaisertum Österreich; † 25. März 1926 ebenda) war ein österreichischer und tschechoslowakischer Politiker (Deutschradikale Partei) und Lohgerber. Er war Abgeordneter zum Böhmischen Landtag, Abgeordneter zum Österreichischen Abgeordnetenhaus, Mitglied der Provisorischen Nationalversammlung und Abgeordneter des Tschechoslowakischen Abgeordnetenhauses.

## Leben
Vinzenz Kraus wurde als Sohn eines Lohgerbers geboren. Er besuchte die Volksschule und die Bürgerschule in Gabel und leistete seinen Militärdienst beim 26. Divisions-Artillerie-Regiment ab, wo er zuletzt Korporal war. Beruflich war er als Lohgerber in Gabel aktiv.
Im politischen Bereich engagierte sich Kraus als Stadtrat und später Bürgermeister in seiner Heimatstadt und war Obmann-Stellvertreter der Bezirksvertretung. Zudem war er Mitglied des Gewerberates. Kraus trat bei der Reichsratswahl 1907 im Wahlbezirk Böhmen 78 für die Freialldeutsche Partei (später: Deutschradikale Partei) an und konnte sich in der Stichwahl knapp mit 50,6 Prozent gegen den sozialdemokratischen Kandidaten durchsetzen. 1911 konnte er seinen Sitz bereits im ersten Wahlgang mit 58,9 Prozent verteidigen. Nach dem Tod des Landtagsabgeordneten Pergelts trat Kraus bei der Landtagsergänzungswahl am 15. Dezember 1910 im Wahlkreis Rumburg-Warnsdorf an und konnte sich klar durchsetzen. Er gehörte in der Folge bis 1918 auch dem Böhmischen Landtag an. Auf Grund seines Reichsratsmandats war Kraus zwischen dem 21. Oktober 1918 und dem 16. Februar 1919 auch Mitglied der Provisorischen Nationalversammlung. In der neu gegründeten Tschechoslowakei gehörte Kraus zwischen 1920 und 1926 dem Tschechoslowakischen Abgeordnetenhauses an, wobei er Mitglied der Deutschen Nationalpartei war.